# جنگل کورسلیتسه
جنگل کورسلیتسه (به لاتین: Corselitze Forest) یک جنگل در دانمارک است که در Guldborgsund Municipality واقع شده‌است.